# Atlanta SC
Der Atlanta Soccer Club war ein US-amerikanischer Fußballklub mit Sitz in Atlanta, Georgia.

## Geschichte
Der Klub wurde ursprünglich aus der U-23 Mannschaft Lawrenceville FC, heraus gegründet. Hieraus agierte er dann als Atlanta FC ab der Saison 2008 im Spielbetrieb der NPSL. In der Southeast Division, holte man sich gleich mit 18 Punkten den ersten Platz und schaffte es so in die Playoffs, wo man jedoch den Minnesota Twin Stars unterlag. In den folgenden Jahren verpasste man dann aber die Playoffs und erzielte dann auch oftmals nur einstellige Punktzahlen.
Zur Saison 2010 bildete man eine Partnerschaft mit den Atlanta Silverbacks aus der NASL, wodurch man nun zu den Atlanta Silverbacks Reserves wurde. Dem Erfolg half, dies eher nicht so und die Saison 2013 setze man schließlich sogar ganz aus. Zur Spielzeit 2014 kehrte man dann zurück und erzielte nach zehn Spieltagen mit 23 Punkten einen zweiten Platz, was diesmal locker für die Playoffs reichte. Mit 1:4 scheiterte man hier im Conference-Halbfinale aber an den New Orleans Jesters. Auch in der Folgesaison gelang es wieder mit einem zweiten Platz, den Sprung in die Playoffs zu schaffen. Nach einem 4:1-Sieg über Georgia Revolution im Halbfinale verlor man dann aber im Conference-Finale jedoch 0:3 gegen den Chattanooga FC.
Mit dem aufgelösten NASL-Team stand die Reservemannschaft zur Saison 2016 dann allein da und übernahm kurzerhand einfach den Namen des ehemaligen Franchise, womit man als von nun an als Atlanta Silverbacks FC, antrat. Erneut schaffte man mit einem zweiten Platz in der South Atlantic Conference den Sprung in die Inter-Conference-Playoffs, welche man auch am Ende gewann. Im Regional Halbfinale ging es dann aber gegen den Miami United FC, wo man mit 0:2 unterlag. Die Saison 2017 verlief dann wieder ähnlich, wodurch man wieder als zweiter der Gruppe in die Conference-Playoffs kam. Dort gewann man erst gegen den Asheville City SC mit 1:0, unterlag dann aber wieder einmal den New Orleans Jesters mit 0:1 im Halbfinale. Die Saison 2018 war dann erneut wieder recht ähnlich, womit man durch den zweiten Platz in der Regular Season der Southeast Conference diesmal gleich ins Halbfinale der Conference-Playoffs einsteigen durfte. Die durchlief man auch erfolgreich und mit einem 6:5 im Elfmeterschießen über den Chattanooga FC schaffte man hier auch nach einiger Zeit mal wieder das Final. Im Regional Halbfinale, unterlag man dann aber mit 0:2 dem Miami FC 2.
Nachdem man zur Saison 2019 dann die Namensrechte für die Atlanta Silverbacks verloren hatte, nannte man sich fortan nur noch Atlanta Soccer Club. Mit lediglich vier Punkten landete man hier aber ganz unten auf dem Tableau der Conference und verpasste so seit langem mal wieder die Playoffs. Dies war dann auch die letzte Saison des Klubs in der Liga, weil man bereits im selben Jahr sich dann der NISA anschloss. Hier stieg man gleich in die erste Saison der Liga ein, welche im Herbst 2019 gespielt wurde. In den sechs Partien dieser Spielzeit, landete die Mannschaft mit acht Punkten auf dem dritten Platz. Für die Saison im Frühling 2020 meldete man dann aber gar nicht erst. Im Januar 2020 stand dann auch die Auflösung des Klubs fest.